# Peter Sand
Peter Heinz Sand (* 14. Oktober 1936 in Würzburg) ist ein deutscher Rechtswissenschaftler, Fachgebiet Internationales Umweltrecht.

## Leben
Nach dem Abitur am Holbein-Gymnasium Augsburg studierte Sand zunächst an der Ludwig-Maximilians-Universität München Rechtswissenschaft. 1954 wurde er im Corps Hubertia München recipiert. Als Inaktiver wechselte er an die  Albert-Ludwigs-Universität Freiburg und die Universität des Saarlandes. Er bestand 1958 das erste Staatsexamen und 1959 die Diplomprüfung am Europa-Institut Saarbrücken. An der Universität von Paris wurde er 1960 für Internationales Recht promoviert. An der McGill University in Montreal graduierte er 1962 zum Master of Laws. Im selben Jahr ging er als Graduate Research Fellow an die University of California in Berkeley; 1963 Assistant Professor, ab 1968 Associate Professor an der McGill-Universität. Seit 1970 arbeitete er als Referent für Umweltrecht für eine Reihe von internationalen Organisationen: als Legal Officer/Senior Legal Officer der UN-Ernährungs- und Landwirtschaftsorganisation in Rom, als Generalsekretär für das Washingtoner Artenschutzübereinkommen und stellvertretender Generaldirektor der International Union for Conservation of Nature and Natural Resources in der Schweiz, als Leiter der Rechtsabteilung im Umweltprogramm der Vereinten Nationen in Nairobi, als Senior Environmental Affairs Officer für die UN-Wirtschaftskommission für Europa in Genf und Principal Programme Officer für die Konferenz der Vereinten Nationen über Umwelt und Entwicklung in Rio de Janeiro 1992, zuletzt als Umweltrechtsberater für die Weltbank in Washington.
Nach seiner Pensionierung war er 1994 Studiendirektor der Haager Akademie für Völkerrecht, seit 1995 Lehrbeauftragter für Internationales Umweltrecht an der Universität München und von 1999 bis 2005 Beauftragter für Umweltschäden bei der United Nations Compensation Commission (UNCC) in Genf.

## Gastprofessuren
- Universität Addis Abeba, Juristische Fakultät (1965–1968)
- Universität Genf, Duke-Geneva Institut für Transnationales Recht (1998)[5]
- Universität Paris II, Hochschulinstitut für internationale Studien und Entwicklung (2000)
- Duke University School of Law, Durham/North Carolina (2002)
- Universität Helsinki, Erik Castrén Institute of International Law and Human Rights (2008)
- UNITAR Ausbildungs- und Forschungsinstitut der Vereinten Nationen, Fernkurs für Internationales Umweltrecht, Genf (2011–2012)

## Ehrenämter
- Wissenschaftlicher Lenkungsausschuss, UNESCO/IDHP Project on Institutional Dimensions of Global Environmental Change (IDGEC) (1999–2001)

## Veröffentlichungen
- Lessons Learned in Global Environmental Governance. Washington 1990, ISBN 0-915825-56-2. (chinesische Übersetzung: Beijing 1997, ISBN 7-80135-218-1)
- Transnational Environmental Law. Den Haag 1999, ISBN 1-85333-275-5.
- Atoll Diego Garcia: Naturschutz zwischen Menschenrecht und Machtpolitik. München 2011, ISBN 978-3-8316-4055-3.[6]

## Herausgeber
- International Environmental Agreements: Politics, Law and Economics. ISSN 1567-9764.

## Preise
- Elisabeth-Haub-Preis für Internationales Umweltrecht (2004)[7]